# Serinus burtoni
Serinus burtoni là một loài chim trong họ Fringillidae.